# Кусковой сахар
Кусково́й са́хар — сахар в форме одинаковых по размеру кубов или параллелепипедов. Также известен как пилёный сахар (вопреки названию, обычно изготавливается прессованием, оттого и ещё одно название, прессованный сахар). Обычно применяется для подслащивания чая или других напитков.

## Способы изготовления в СССР

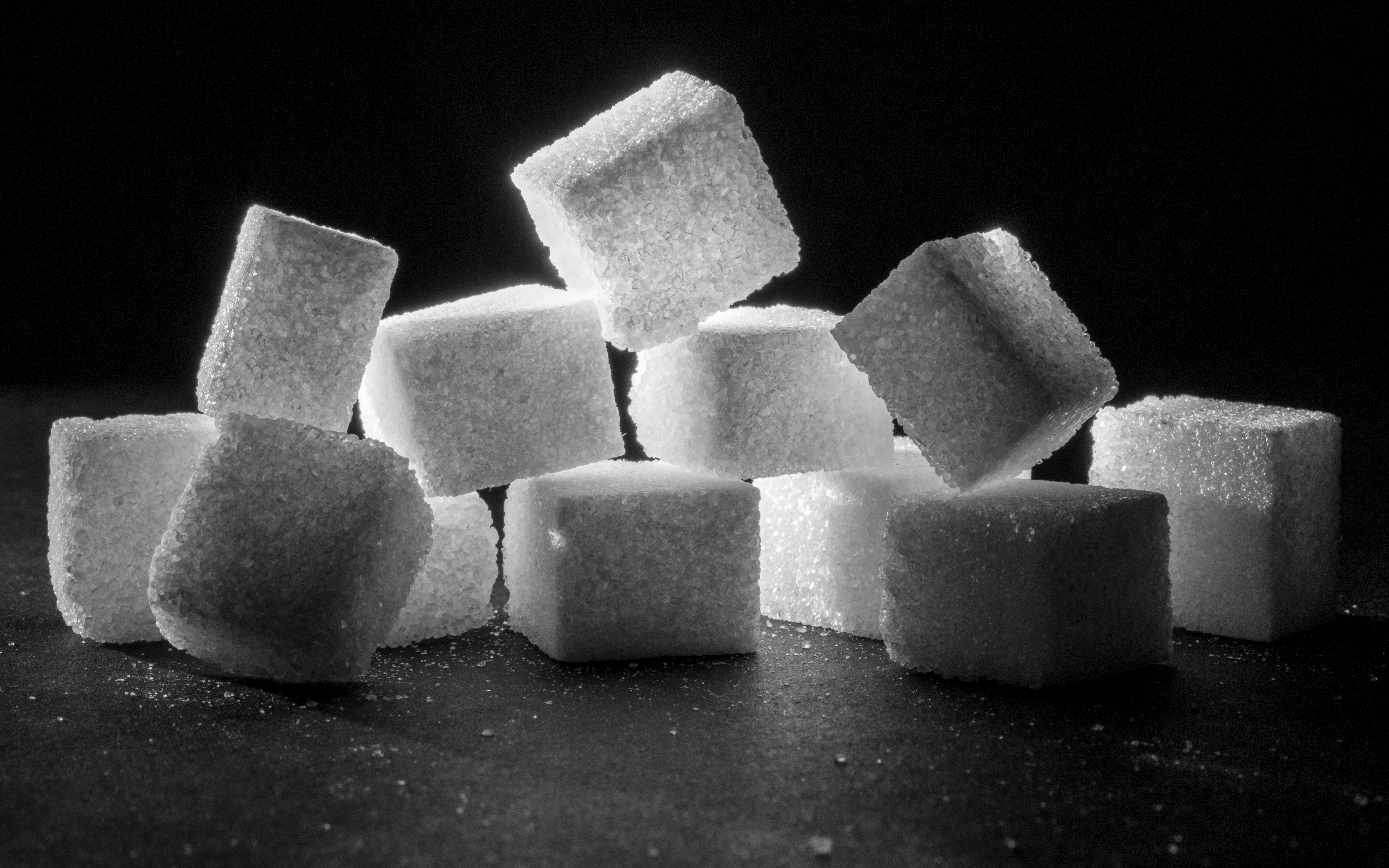
Кусковой сахар

Согласно ГОСТам, различались следующие типы кускового сахара-рафинада:
- из литого сахара (сахарной головы):
  - кусковой литой, изготовляемый путём распиливания головы на бруски и раскалыванием брусков на параллелепипеды. Кроме этого, производился и колотый литой сахар, получаемый раскалыванием сахарной головы на куски неправильной формы весом от 5 до 40 граммов;
- из сахара-песка
  - кусковой прессованный, изготовляемый путём прессования из влажного (2 %) сахара-песка;
  - кусковой прессованный со свойствами литого, отличавшийся большей плотностью благодаря прессованию из более влажного (3,5 %) сахара-песка.

## История
До появления кускового сахара дозированное добавление сахара в чай и кофе было затруднено. Применялись несколько способов:
- использование толчёного сахара (который изготавливался вручную из колотого сахара в ступке, сахар-песок появился лишь в конце XIX века). Н. А. Бестужев уже в начале XIX века отмечал, что «голландцы чай пьют с толчёным сахаром, чтоб вернее меру сахару положить ложкою»[2];
- раскалывание колотого сахара на более мелкие куски с помощью кусачек для сахара;
- питьё «вприкуску», когда кусок сахара не помещали в чашку, а сосали во рту[3] или откусывали по кусочкам[4];
- сохранение частично использованного куска сахара для следующего раза.

Первый пилёный сахар появился около 1840 года: сахарные головы распиливались на кусочки с помощью пилы, эти кусочки (англ. cut sugar) продавались поштучно, на вес.
Впервые промышленное производство кускового сахара было осуществлено под руководством Я. Рада в 1840-х годах в Австро-Венгерской империи. Рад занялся проблемой после того, как его жена сильно поранилась при колке сахара, Кусочки сахара изготавливались прессованием, упаковывались по 250 штук; сахар продавался под названием «Чайный». Производство прессованного сахара (в Дачице) оказалось коммерчески неуспешным из-за дороговизны местного сырья и прекратилось в 1852 году. Изобретение Рада было забыто.
Первый коммерчески успешный кусковой сахар был произведён на фабрике Г. Тейта в Лондоне. Тейт в 1875 году заключил контракт с О. Лангеном, патенты которого, полученные в 1874 году, описывали способ получения кускового сахара с применением центрифуги. Контракт предусматривал как начальный платёж (4000 фунтов стерлингов), так и роялти (10 пенсов за тонну сахара). Необходимые капитальные вложения требовали большого рынка, и Тейт построил новый завод в предместьях Лондона; завод заработал в 1878 году. Тейт вложил все свои деньги в завод и временно был вынужден даже забрать свою дочь Изолину из пансиона, в котором она воспитывалась. Предприятие оказалось успешным: производство сахара возросло с 214 тонн в 1878 году до 1300 тонн в 1888. В 1891—1894 годах процесс Лангена был заменён на изобретение бельгийца Густава Аданта (фр. Gustave Adant), и уже в 1894 году кусковой сахар Тейта стал стандартом на лондонской бирже, а Тейт — одним из богатейших людей Англии.

## Рынок в России
Продажа кускового сахара в России в 2010—2012 годах возросла с 25,3 до 36,5 тысячи тонн. Исследователи связывают это с ростом доходов населения и предложением новых продуктов: кусочков сахара с вкусовыми добавками лимона, апельсина и тому подобными. Однако с 2013 года наметился спад продаж, связанный как с сокращением реальных доходов, так и с переходом потребителей на более здоровую диету.

## Упаковки

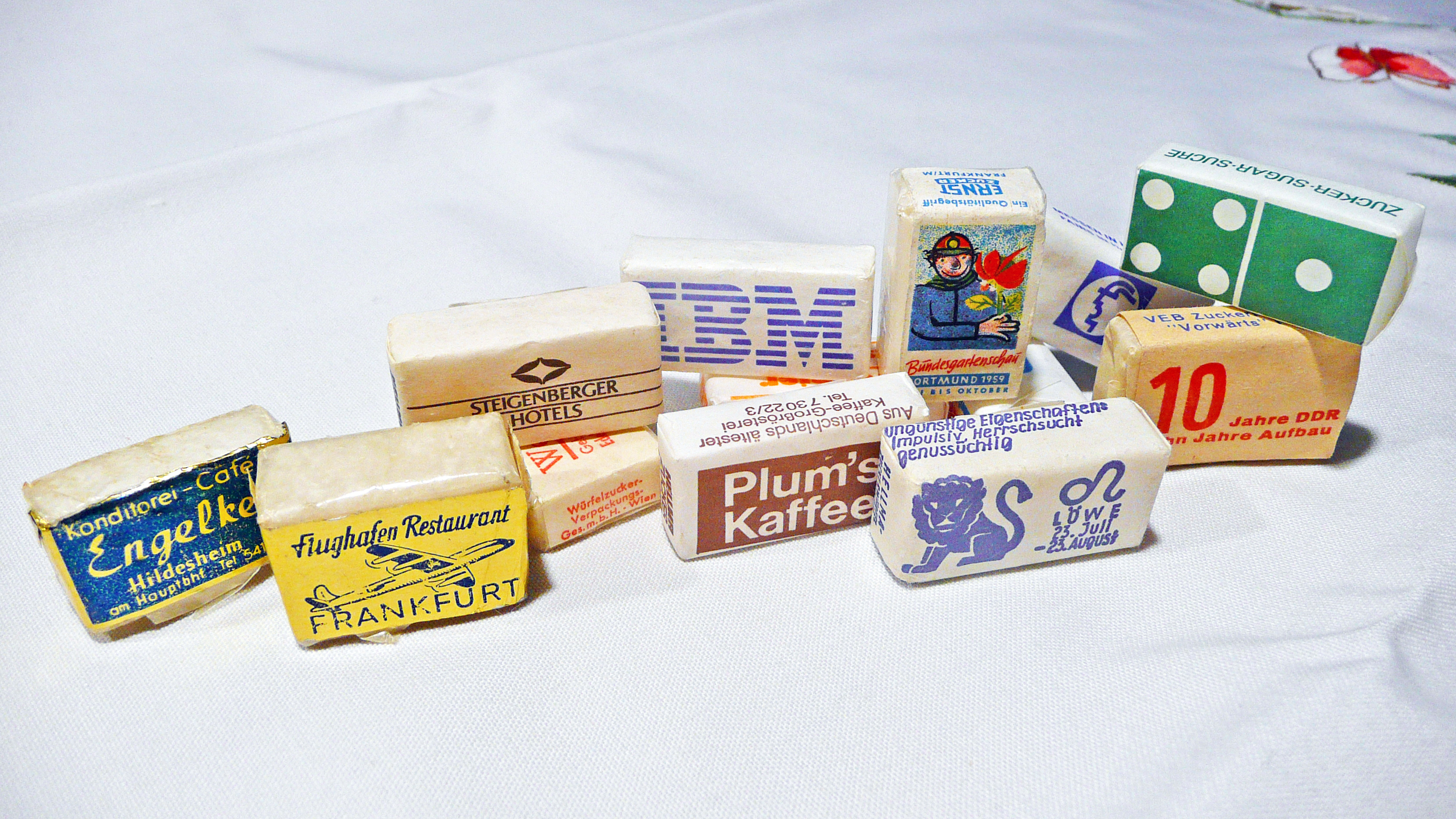
Упаковки

В Германии в 1920-х годах стало принято упаковывать кусковой сахар для общепита по два кусочка в обёртку, на которой печаталось название ресторана или отеля (или другая реклама). В настоящее время такие упаковки вытеснены сахарным песком в маленьких пакетиках.

## Кусковой сахар и абсент

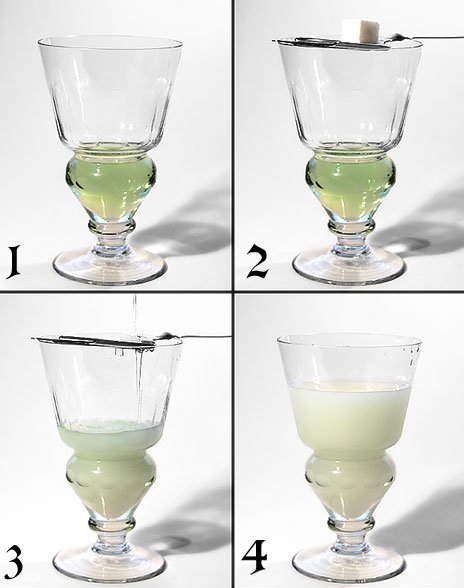
Приготовление абсента

Кусковой сахар занимает центральное место в классическом ритуале разлития абсента: кусочек сахара размещается на специальной ажурной ложке для абсента, которая опирается на края бокала с абсентом. Ледяная вода из фонтана для абсента капает на кусочек сахара, создавая в бокале напиток с желтоватым молочным оттенком (фр. louche). Для этой цели даже выпускается специальный кусковой сахар.
В «богемном» способе приготовления пропитанный абсентом кусочек сахара поджигается в ложке для абсента, и стекающий в бокал с абсентом карамелизованный сахар смешивается с напитком.

## Кусковой сахар и ЛСД
В английском языке кусковой сахар (англ. cube, sugar cube) стал эвфемизмом для ЛСД. Это связано с тем, что первый массовый изготовитель, Оусли Стенли, пропитывал кусочки сахара этим наркотиком для продажи. Покупателей вдохновляла идея, что ЛСД является сахаром для мозга, СМИ — пикантность ситуации, в которой столь викторианская вещь, как сахар, использовалась для столь аморальной цели, а Тимоти Лири рекламировал связь в своих лекциях («Портит ли ЛСД в кусках сахара вкус кофе?», англ. «Does LSD in sugar cubes spoil the taste of coffee?»).

## В архитектуре и скульптуре

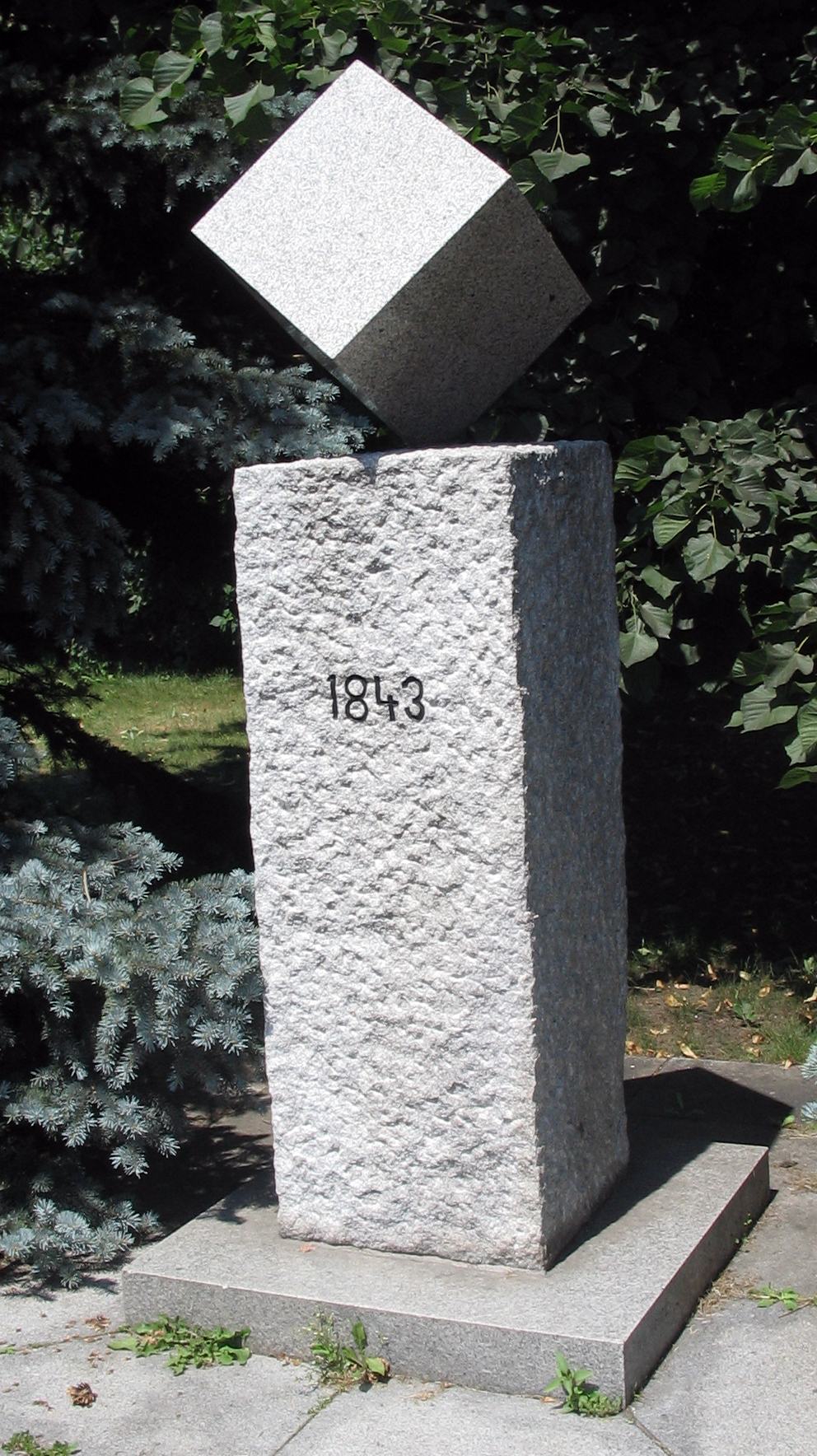
Памятник в Дачице

В городе Дачице (Чехия) установлен памятник кусочку сахара-рафинада.
На территории Краснопресненского сахарорафинадного завода 18 декабря 2009 года, в честь 150-летия со дня основания завода был установлен похожий памятник, представляющий собой белый куб, опирающийся на подставку в форме чашки.
Сахарный куб — название зданий определённого типа, которым посвящены 2 эпизода «The Modernist Sugar Cube» передачи «Grand Designs»[значимость факта?].